# Hippolyte François Rabaud
Hippolyte François Rabaud (Salèlas d'Aude, 29 de gener de 1839 - París, 20 d'abril de 1900) fou un violoncel·lista francès, pare del compositor Henri Rabaud.
Estudià en el Conservatori de París i el 1861 aconseguí el primer premi, ingressant després com a solista de l'orquestra de l'Òpera i més tard en la Societat de concerts del Conservatori. A més, fundà, amb Tandru, Desjardins i Antoine Lefort un quartet d'instruments d'arc, que assolí un gran èxit en la seva època.
És autor de diversos fragments per a violoncel i d'un excel·lent Mètode per aquest instrument.